# Astragalus sichuanensis
Astragalus sichuanensis là một loài thực vật có hoa trong họ Đậu. Loài này được L. Meng, X.Y. Zhu & P.G. Xiao mô tả khoa học đầu tiên năm 2005.